# Haus Garten (Dresden)

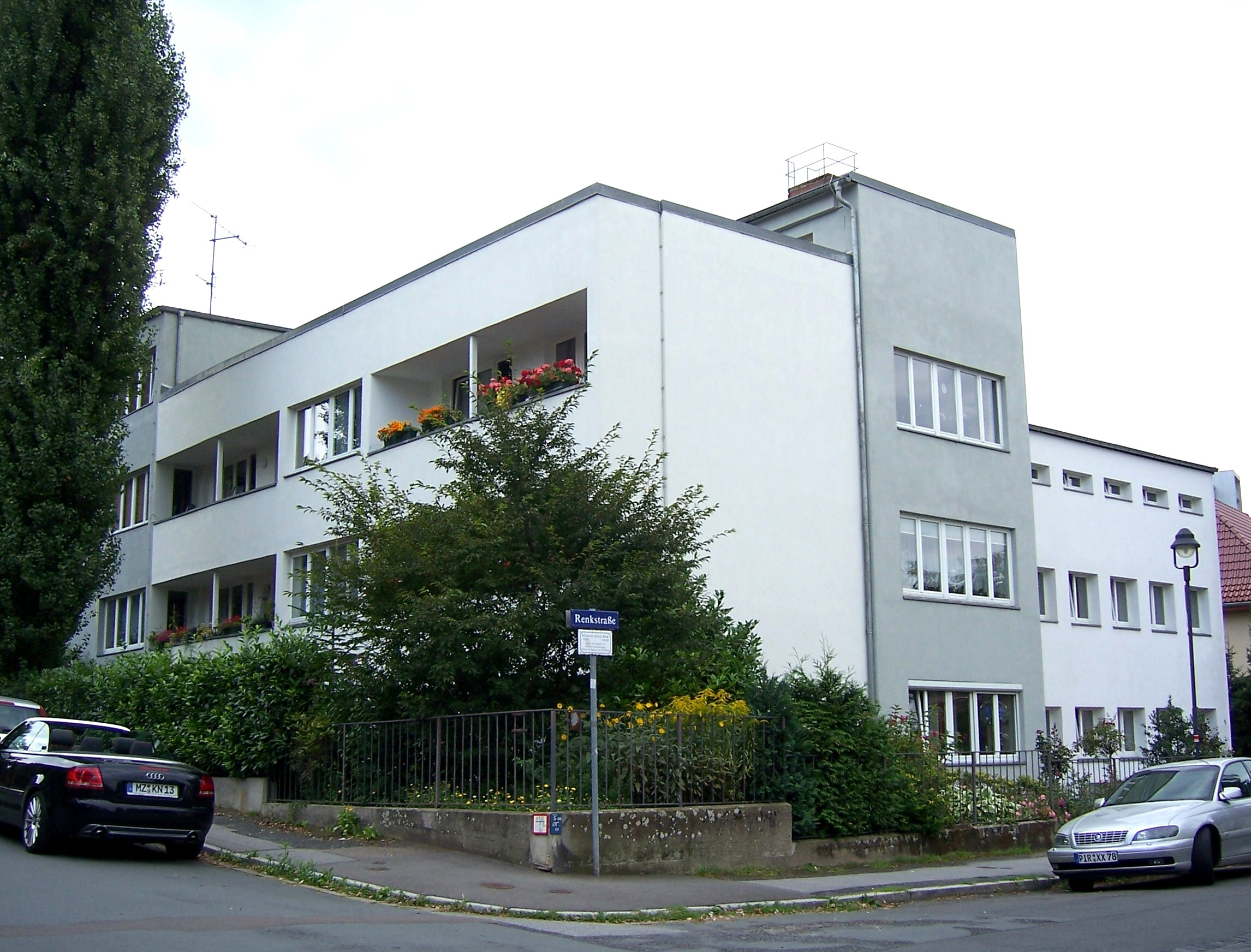
Haus Garten,
links die Fassade zur Erlweinstraße, rechts zur Renkstraße

Das Haus Garten ist ein 1929 errichtetes Wohnhaus im Stil der neuen Sachlichkeit an der Renkstraße 1 in Dresden-Südvorstadt, das auf Grund seiner Singularität unter Denkmalschutz steht.

## Beschreibung
Das von Hans Richter (1882–1971) um 1929 errichtete Wohnhaus ist architektonisch im Stil der neuen Sachlichkeit errichtet worden: „Flachdach, klare kubische Formen“.
Das Gebäude wurde als dreigeschossiges Haus auf U-förmigen Grundriss errichtet. „Zwei lange Fenster-Loggia-Bänder“ gliedern das Gebäude horizontal. Die mit Betonplatten verkleidete Fassade ist „in der Höhe … in zahlreiche Quader“ deutlich zerlegt. Hans Richter war vor allem im Industriebau tätig, was an den metallgerahmten Gittern der Treppenhausfenster deutlich wird.
Der Denkmalwert des Gebäudes wird im Eintrag in die Landesdenkmalliste wie folgt beschrieben: „Gebäude aus streng funktionalistisch gestalteten Kuben mit schmucklosen Fassaden, Fensterbändern, Loggien und Flachdach, einer der wenigen im Sinne des Bauhauses errichteten Solitärbauten Dresdens, von baugeschichtlichem Wert und singulärer Bedeutung (Seltenheitswert)“.